# یان تسیمرمان (بازیکن والیبال)
یان زیمرمن (متولد ۱۲ فوریه ۱۹۹۳) بازیکن والیبال اهل آلمان، عضو تیم ملی آلمان و باشگاه اومبریا پروجا است.